# Ctenopelma rufifemur
Ctenopelma rufifemur är en stekelart som beskrevs av Barron 1981. Ctenopelma rufifemur ingår i släktet Ctenopelma och familjen brokparasitsteklar. Inga underarter finns listade i Catalogue of Life.